# Abram (Stati Uniti d'America)
Abram è un census-designated place degli Stati Uniti d'America situato nella contea di Hidalgo dello Stato del Texas, al confine con il Messico.
La popolazione era di 2.067 persone al censimento del 2010. Fa parte dell'area metropolitana di McAllen–Edinburg–Mission e Reynosa–McAllen.

## Origini del nome
La comunità prese il nome da Abram Dillard (1853–1913), Texas Ranger ed importante cittadino dell'area presso il torrente Ojo de Agua.